# Хроника Второй мировой войны (сентябрь 1939 года)

## 1 сентября1939 года(пятница). 1-й день войны
Нападение на Польшу
Планы и силы сторон
Германия
- Немецкая группа армий «Юг» (генерал-полковник фон Рундштедт) состояла из 8-й, 10-й и 14-й армий. Она должна была наступать из Силезии в общем направлении на Варшаву (10-я армия — 2 танковые, 8 пехотных, 3 лёгкие дивизии, генерал-полковник фон Рейхенау). 14-я армия (2 танковые, 6 пехотных, 1 лёгкая, 1 горная дивизии, генерал-полковник Лист) — в направлении на Краков, её должны были поддерживать вооружённые силы Словакии. 8-я армия (4 пехотные дивизии, 1 полк войск СС, генерал-полковник Бласковиц) имела целью Лодзь.
- Немецкая группа армий «Север» (генерал-полковник фон Бок) состояла из 3-й (1 танковая, 5 пехотных дивизий, генерал-полковник фон Кюхлер) и 4-й (1 танковая, 2 моторизованные, 6 пехотных дивизий, генерал-полковник фон Клюге) армий. Её цель — одновременным ударом из Восточной Пруссии и Померании разгромить польские силы в районе северной Вислы.

- Всего для войны против Польши были развёрнуты 44 немецкие дивизии (в том числе 6 танковых и 2 моторизованных), 1-й воздушный флот (генерал авиации Кессельринг) и 4-й воздушный флот (генерал авиации Лёр) — всего около 2 тыс. самолётов. ВВС Первой Словацкой республики. Словацкая полевая армия «Бернолак» общей численностью 50 тыс. солдат наступала в составе 14-й немецкой армии под командованием фон Листа. «Бернолак» состоял из трёх дивизий — 1-я «Яношик» (полковник Антонин Пуланих), 2-я «Шкултети» (генерал Александр Чундерлик) и 3-я «Разус» (генерал Августин Малар). Операцией руководил министр обороны Фердинанд Чатлош.

- Немецкая группа армий «C»(командующий Вильгельм Йозеф Франц фон Лееб) состояла из штаба группы армий «С», 639-й полк связи группы армий «С», 1-я армия — командующий генерал-полковник Эрвин фон Вицлебен, 5-я армия — командующий генерал от инфантерии Курт Либман, 7-я армия — командующий генерал-полковник Фридрих Дольман. В период кампании в Польше и Странной войны она находилась на южном участке западной границы Германии.

Польша
- Главнокомандующим польскими силами был маршал Рыдз-Смиглы. Его план — оборонять западную границу Польши и вести наступательные действия в Восточной Пруссии.

На границе с Восточной Пруссией были размещены армия «Модлин»(4 пехотные дивизии и 2 кавалерийские бригады, а также в районе Сувалки — 2 пехотные дивизии и 2 кавалерийские бригады. В Польском коридоре — армия «Поморье»(6 пехотных дивизий).
Против Померании — армия «Лодзь» (4 пехотные дивизии и 2 кавалерийские бригады).
Против Силезии — армия «Краков» (6 пехотных дивизий, 1 кавалерийская и 1 моторизованная бригады).
За армиями «Краков» и «Лодзь» — армия «Пруссия» (6 пехотных дивизий и 1 кавалерийская бригада).
Южную границу Польши должна была оборонять армия «Карпаты» (из резервных соединений).
Резервы — 3 пехотные дивизии и 1 кавалерийская бригада — у Вислы в районе Варшавы и Люблина.
Всего в составе польских вооружённых сил было 39 пехотных дивизий, 2 моторизованные бригады, 11 кавалерийских бригад, 3 горные бригады.
Войска Германии и Словакии  нападением на Польшу начали боевые действия в Европе.
Под предлогом нарушения Польшей границ и якобы устроенного поляками нападения на радиостанцию Глейвиц, германским войскам был отдан приказ перейти польскую границу.
В 4.30 утра германские ВВС нанесли массированный удар по польским аэродромам. В 4 часа 45 минут прибывший в Данциг с дружеским визитом и с воодушевлением встреченный местным населением немецкий учебный корабль — устаревший броненосец «Шлезвиг-Гольштейн» открывает огонь по польским укреплениям на Вестерплятте. Одновременно сухопутные войска Германии перешли границу Польши, стремясь осуществить стратегический замысел операции «Вайс».
Началась оборона Вестерплатте — небольшого полуострова в Гданьской бухте, в устье Мёртвой Вислы (у самого входа в порт).
В 04:26 первый боевой вылет люфтваффе во Второй мировой войне совершило звено пикировщиков Ju-87 обер-лейтенанта Диллеи. Целью были польские пункты управления, расположенные на железнодорожной станции Диршау (Тчев). Перед пилотами стояла задача уничтожить управляющие кабели, протянутые поляками от Диршау к стратегически важному мосту через Вислу, который соединял Восточную Пруссию с остальной территорией Рейха. По плану немецкого командования внезапный налёт должен был помешать полякам взорвать мост в первые минуты войны. Затем к мосту должна была прибыть наземная штурмовая группа и взять его под контроль. В это же время Франк Нойберт сбил первый самолёт — польский истребитель PZL P.11C.
В 5:00 часов утра словацкие солдаты пересекли границу и заняли деревни, оккупированные Польшей 11 месяцев назад. 1-й дивизии удалось быстро занять Закопане и продвинуться вглубь польской территории на 30 км. 3-я дивизия, присоединившись к немецким альпийским стрелкам, заняли Кросно и Санок, а 2-я дивизия зачищала территорию между Дуклой и Саноком от остатков разбитых польских подразделений.
В 5 часов утра были брошены в битву польские войска, против 76-го пехотного полка из 200-й моторизованной дивизии вермахта, которая действовала на левом фланге 19-го танкового корпуса под командованием Гейнца Гудериана.
В 6 часов германские парашютисты начали операцию по захвату моста у Тчева (Диршау).
К 7.30 польская оборона была прорвана, но в момент, когда солдаты вермахта уже овладели мостом, польский капитан, командовавший его обороной, успел активировать взрывное устройство. Мост рухнул в реку. На южном участке фронта три авиационные группы 4-го воздушного флота атаковали аэродромы в Катовицах и Кракове, где уничтожили 17 польских самолетов и ангары. С восходом солнца туман рассеялся, погода улучшилась. В атаки включились новые воздушные эскадры, но попытка застигнуть польскую авиацию врасплох в полной мере не удалась, поскольку германские ВВС не смогли атаковать польские авиабазы одновременно. Господство в воздухе было захвачено германской авиацией в последующие дни благодаря количественному и особенно техническому превосходству немецких самолетов над польскими.
Несмотря на ожидание нападения польская армия оказалась не способна противостоять агрессии Германии.

8.00 — Операция в районе Диршау, по-видимому, не удалась. Воздушный налет, вероятно, не дал эффективных результатов. Начальник разведотдела из Кенигсберга сообщил: операция не удалась, мост взорван.
8.40 — Главком: Приказ по войскам. Беседа с работниками штаба (Шефер). Возможности сообщения с Восточной Пруссией по морю и воздуху. Не посылать никаких донесений фюреру без согласования с главкомом.
- Группа армий «Север»: На восточно-прусском и померанском участках фронта противник отброшен от границы.

Диршау — бои идут также на севере.
В Восточной Пруссии и Померании — туман.
Излучина рек Одер и Варта: отмечаются передвижения войск противника.
Группа «Грауденц» продвинулась вперед, группа «Млава» перешла в наступление.
В Сувалках ничего не отмечено (бригада Брандта: 3 полка).
- Группа армий «Юг»: 14-я армия — слабый противник;

2-я танковая дивизия полностью введена в бой. Хауэншильд продвигается. Встречаются заграждения. 4-я легкая пехотная и 2-я танковая дивизия к 8.30 находились в 8 км восточнее [границы]. 3-я горнопехотная дивизия выступает в 10.00. 7-я пехотная дивизия к 8.20 находилась у Яблонка. 17-й армейский корпус занял командные высоты западнее Цешина. 8-й армейский корпус 10-я армия: Встречен лишь слабый противник. 2-я легкая пехотная дивизия продвинулась через лес. 4-й армейский корпус ведет бой в районе Люблинец. 16-й армейский корпус в 8.00 прошел Панки. Опатув.
8-я армия: Все дивизии планомерно продвигаются. Железнодорожные мосты у Одерберга и Ольжи взорваны. (Там находятся железнодорожные войска!) «Военная организация» [Абвера] сумела захватить многие мосты. Польская пехота предпринимает контратаки.
ВВС: Налет на Варшаву не производился. Следует подтянуть силы, для чего мы пока не имеем возможностей. — [militera.lib.ru/db/halder/1939_09.html]
К началу польской кампании 1-я танковая дивизия была одной из шести танковых в вермахте. Она входила в состав 16-го корпуса, 10-й армии, группы армий «Юг», и была развёрнута в Верхней Силезии.
1 сентября 1939 года 16-й корпус во главе с 1-й и 4-й танковыми дивизиями начал наступать на северо-восток, быстро проникая вглубь польской территории по направлению к Варшаве.
Операция «Пекин». В 9:25 1 сентября на кораблях получили известие о германском вторжении в Польшу.
10.00 — Речь фюрера в рейхстаге (главком — там же). Надев солдатскую форму, в Рейхстаге выступил Гитлер и представил операцию как полицейскую акцию, которая не направлена против западных держав. В оправдание нападения на Польшу Гитлер ссылался инцидент в Гляйвице. При этом он тщательно избегал термина «война», опасаясь вступления в конфликт Англии и Франции, давших Польше соответствующие гарантии. В изданном им приказе говорилось лишь об «активной обороне» против польской агрессии.
Обращение Адольфа Гитлера к вермахту.

Польское государство отказалось от мирного урегулирования конфликта, как хотел этого я, и взялось за оружие. Немцы в Польше подвергаются кровавому террору и изгоняются из их домов. Несколько случаев нарушений границы, которые нестерпимы для великого государства, доказывают, что Польша не намерена с уважением относиться к границам Империи.

Чтобы прекратить это безумие, у меня нет другого выхода, кроме как отныне и впредь силе противопоставить силу. Германская армия будет сражаться за честь и жизнь возрождённой Германии без колебаний. Я рассчитываю, что каждый солдат, верный вечным германским воинским традициям, будет всегда помнить, что он является представителем национал-социалистической великой Германии. Да здравствует наш народ и наша Империя!
В Германии полиция издаёт распоряжение, запрещающее выезд евреям за границу.
С первых же дней наступления в военные действия включилось население. В польском городе Бромберге несколько тысяч проживавших здесь немцев были убиты поляками по подозрению в сотрудничестве с немецкой армией. Эти убийства использовались немецкой пропагандой для оправдания террора против местного населения.
Англия и Франция, заключившие с Польшей союзнические договоры и также готовившиеся к боевым действиям, вместо оказания обещанной военной помощи Польше, продолжили поиски путей умиротворения Германии ведя через Муссолини переговоры о созыве конференции в Италии для обсуждения «затруднений, вытекающих из Версальского договора».
В 21.30 Английский и французский послы в Берлине вручили Риббентропу идентичные ноты, правительства обеих стран заявляли: Им «кажется», что создавшиеся условия требуют выполнения ими взятых в отношении Польши обязательств. Если германское правительство не представит «удовлетворительных заверений» в том, что прекратило агрессию, Англия и Франция окажут помощь полякам.
Египет. Премьер-министр Али Махир заявил о разрыве дипломатических отношений с Германией. В стране введено военное положение, Махир назначен военным губернатором Египта, отменены гражданские свободы и введена цензура.
Советский Союз. На внеочередной Четвёртой сессии Верховного Совета СССР принят Закон о всеобщей воинской обязанности. При этом призывной возраст был снижен с 21 до 19 лет, а для некоторых категорий — до 18 лет. В короткое время численный состав армии достиг 5 миллионов человек. Что составило около 3 % населения. Таким образом Сталин начал в скрытой форме мобилизацию, представляющую собой необратимый процесс, имеющий характер цепной реакции, неизбежно ведущей к войне.

## 2 сентября1939 года(суббота). 2-й день войны
В 10.00 после переговоров с Англией и Францией Муссолини сообщил Гитлеру, что «Италия ставит в известность, конечно, оставляя любое решение за фюрером, что ещё имеется возможность созвать конференцию Франции, Англии и Польши на следующей основе: 1) установление перемирия, по которому войска останутся на занятых сейчас позициях; 2) созыв конференции через 2—3 дня; 3) разрешение германо-польского конфликта, которое, учитывая нынешнюю обстановку, будет благоприятным для Германии… Данциг уже немецкий…, и Германия уже имеет в своих руках залог, обеспечивающий наибольшую часть её требований. Если предложение конференции будет принято, то она добьется всех своих целей и одновременно устранит войну, которая уже сегодня выглядит как всеобщая и чрезвычайно продолжительная». В ответ фюрер заявил; «В течение последних двух дней германские войска чрезвычайно быстро продвинулись по Польше. Нельзя добытое кровью объявлять полученным в результате дипломатических интриг… Дуче, я не уступлю англичанам, потому что я не верю, что мир будет сохранен более полугода или года. При этих обстоятельствах, я полагаю, что, несмотря на все, нынешний момент более подходит для войны».
Группа армий «Север»(н). Немцы осуществили двойной охват польских войск, оборонявших Польский коридор. Командующий польскими войсками ген. В.Бортновский потерял связь со своими дивизиями.
Группа армий «Юг»(н). Немецкий танковый прорыв в р-не г. Ченстохов дополнился разгромом польской 6пд южнее г. Катовице, где 5тд(н) прорвалась к г. Освенцим, захватив склады горючего и снаряжения. Восточнее части 18ак 14А(н) перешли словацко-польскую границу в районе Дуклинского перевала.
Битва под Ченстоховой — одно из первых вооруженных столкновений 7-й пехотной дивизии Войска Польского под командованием генерала Януша Гансяровского в ходе сентябрьской кампании, которые имели место 2 — 3 сентября 1939 года.
4-я танковая немцев наступала через Ченстохову в направлении Варшавы в составе 16-го моторизованного корпуса (10-й армии, группа армий «Юг»). Ещё в первые дни дивизия потеряла до 100 танков, подбитых из 37-мм пушек и противотанковых ружей.
Французское правительство объявило мобилизацию и приступило к концентрации своих войск на германской границе.

## 3 сентября1939 года. 3-й день войны
Странная война. В 9 часов утра английский посол в Берлине Н. Гендерсон вручил германскому правительству ноту, в которой заявлялось, что если в течение двух часов не последует согласия Гитлера на вывод немецких войск из Польши, Англия объявит Германии войну. Аналогичный демарш сделал и французский посол в Берлине с той лишь разницей, что срок французского ультиматума истекал не в 11, а в 5 часов дня.
В 11.00 Англия объявила Германии войну.
В 17.00 Франция объявила Германии войну.
Им последовали страны Британского содружества наций — Австралия, Новая Зеландия, Канада, Южная Африка и Индия. Индия, Австралия и Новая Зеландия объявили войну Германии.
Начало «Странной войны» («Сидячая война») (фр. Drôle de guerre, англ. Phony War, нем. Sitzkrieg) — был подчёркнут характер боевых действий между враждующими сторонами — почти полное их отсутствие, за исключением боевых действий на море. На Европейском континенте никаких имеющих стратегическое значение операций не велось. Стороны осознавали опасность вступления в сухопутную войну с её огромными человеческими жертвами. Враждующие стороны вели только бои локального значения на франко-немецкой границе, в основном находясь под защитой оборонительных линий Мажино и Зигфрида. Действия Англии и Франции, практически бросившие Польшу на произвол судьбы.
Словакия объявила войну Польше.
Началась Вторая мировая война.
Польша. Варшава.
Приказ военного министра об организации обороны столицы в связи с наметившимся немецким прорывом из «ченстоховской бреши».
Группа армий «Север»(н). Немецкие войска 3А(н) отрезали на побережье Балтийского моря группировку польских войск армии «Поможе» в р-не гг.Гдыня и Хель (до 18 тыс. польских солдат).
Группа армий «Юг»(н). Штаб немецкой 10А отдал войскам приказ на «продвижение вперед через Варту и переход в беспощадное преследование разбитого противника в направлении Варшавы».
В течение дня с 10:00 в Быдгоще была осуществлена планово подготовленная немецкая диверсионная акция, действия которой приобрели такие серьёзные масштабы, что арьергард войска (штаб 15-й пехотной дивизии) был вынуждены отступить на окраины города с потерями, и только после этого организовать их приходилось буквально штурмовать Быдгощ, борясь с диверсантами.
Битва под Ченстоховой. На территории Ченстохова сохранилось 10 укреплений и 2 наблюдательных пункта, большинство из которых несёт следы попаданий из противотанковых ружей, танков или артиллерии. Ни одно из укреплений не было разрушено или серьезно повреждено.
Наступление немецких войск развивалось по плану. Польские уланы были слабой военной силой по сравнению с согласованно действующими танковыми соединениями и люфтваффе.

## 4 сентября1939 года. 4-й день войны
Странная война. 
Первое заседание верховного совета союзников в Абвиле. Запрет на бомбардировку военных объектов в Германии
Подписан франко-польский договор о взаимопомощи фактически так и не получивший реализации.
Уже к 4 сентября мобилизация во Франции завершилась, а войска были развернуты на позициях. На появившемся «втором фронте» против Германии французские войска, передовым частям которых было запрещено заряжать оружие боевыми снарядами и патронами, безучастно взирали на германскую территорию в то время как немцы продолжали возведение укреплений.
Французские военно-воздушные силы ограничивались разведкой.
Во время налёта английской авиации на Вильгельмсхафен сбито 24 бомбардировщика
Проведен английскими ВВС (10 бомбардировщиков) налет на рейд в Киле, в котором была потеряна половина самолетов, не имел результатов, а в дальнейшем англичане (по признанию У. Черчилля) «ограничивались тем, что разбрасывали листовки, взывающие к нравственности немцев».
Неоднократные просьбы поляков о военной помощи оставались без ответа, а в отдельных случаях их просто дезинформировали.
Польша. Варшава.
Началась эвакуация правительственных учреждений.
Группа армий «Север»(н). После упорных трехдневных боев войска 3А(н) ген. Г.Кюхлера взяли г. Млава.
Группа армий «Юг»(н). Польская армия «Лодзь», отступившая на главную позицию вдоль рр. Варта и Видавка, пытается слабыми силами остановить натиск десяти германских дивизий 8 и 10А (Сражение на Варте и Видавке 4-5.09.1939 г).
Постановление СНК СССР «О развитии танкостроительной промышленности СССР».
Заявление японского правительства о невмешательстве Японии в европейскую войну.
Бои на Халхин-Голе. Утром 4 сентября два батальона японской пехоты попытались занять высоту Эрис-Улын-Обо, но были отброшены за линию государственной границы, потеряв убитыми до 350 солдат и офицеров.

## 5 сентября1939 года. 5-й день войны
Эвакуация правительства Славой-Складовского и золотого запаса Польского банка в г. Люблин.
Группа армий «Север»(н). Части 4А(н) генерала Клюге соединилась с войсками 3А(н) генерала Кюхлера в р-не г. Грундзенд, на границе с Восточной Пруссией (Германия), окружив в Померании крупную группировку польских войск Армии «Поморье». Группа армий «Юг»(н). Части 10А(н) генерала Рейхенау взяли Кельце.
Президент США заявил, что США распространяют на польско-германскую войну свою политику нейтралитета.
Япония объявляет о своём нейтралитете.

## 6 сентября1939 года. 6-й день войны
Группа армий «Север»(н). Немецкие войска 4А генерала Клюге заняли г. Быдгощ и вышли на окраины г. Торунь и на р. Дрвенца. В ходе боев в «Польском коридоре» (1-6.09.1939) немцами было взято в плен 16 тыс. польских солдат и 100 орудий.
Группа армий «Юг»(н). Части 18ак 14А(н) ген. В.Листа взяли г. Новы-Сонч и завязали бои за г. Горлице. 22мк занял г. Тарнув и перешел р. Дунаец.
17ак 14А занял оставленный поляками г. Краков. Правительство эвакуируется в Люблин.
Странная война. Южно-Африканский Союз объявил войну Германии.

## 7 сентября1939 года. 7-й день войны
Главнокомандующий марш. Э.Рыдз-Смиглы перенес свою Ставку в г. Брест. В Варшаве остался начальник Главного штаба ген. Стахевич с небольшой группой офицеров.
Группа армий «Север»(н). После того, как немцы применили огнеметы, после 7-дневной обороны (1-7.09.1939), капитулировал польский гарнизон п-ова Вестерплятте под командованием майора Сухарского. Германские части подошли к окраинам г. Гдыня. (Оборона Гдыни 7-19.09.1939 г).
Группа армий «Юг»(н). Немецкие танки 4тд 10А(н) беспрепятственно движутся от г. Петркув к Варшаве.
Оборона Визны
Немцы оккупируют Померанию и Силезию и к 10 сентября устанавливают контроль над Западной Польшей.
Странная война. Саарская наступательная операция. Французские войска переходят границу с Сааром.  Французы вошли в долину Рейна. Они рассчитывали, что немцы, отвлечённые войной в Польше, не смогут перебросить силы против французских войск, и надеялись численным превосходством смять противника. Однако ни одно действие армии Франции не принесло облегчения полякам, да и сами французы оказались в опасном положении, не добившись крупных успехов.

## 8 сентября1939 года. 8-й день войны
Бои на Халхин-Голе. Ночью 8 сентября в районе высоты Эрис-Улын-Обо японские войска предприняли новую попытку проникновения на территорию Монголии силами до четырёх пехотных рот, однако вновь были отбиты с большими потерями. Всего в этих атаках противник потерял до 500 военнослужащих убитыми, были захвачены 18 пулемётов и более 150 винтовок.
После 8 сентября японское командование не предпринимало действий наземными войсками, однако воздушные бои продолжались. В первой половине сентября в небе над территорией МНР состоялись 7 воздушных боёв.
4-я танковая дивизия 10-й немецкой армии около 17 часов ворвалась в южную часть Варшавы. Однако силами польских отрядов атаки были отражены. Войска 10 армии генерала Рейхенау начинают под Радомом окружение польской армии «Pruzy» под командованием генерала Стефана Даб-Бернацкого
Оборона Варшавы.
Саарская наступательная операция.

## 9 сентября1939 года. 9-й день войны
Польскими войсками и ополченцами отражены три танковые атаки 4тд 10-й немецкой армии.
Группа армий «Север»(н). Части 3А(н) прорвали оборону польских войск на р. Нарев в р-не г. Ломжа.
Группа армий «Юг»(н). Польская армия «Poznan» под командованием генерала Тадеуша Кутрцеба ночью перешла в наступление под Бзурой против левого фланга 8А(н) под командованием генерала от инфантерии Иоганна Бласковица..
(Битва на Бзуре 9-18.09.1939 г).
Оборона Хельской косы
Странная война. Саарская наступательная операция. Части 9 французских дивизий начали продвижение в предполье линии Зигфрида к востоку от Саарбрюккена, не встречая сопротивления войск противника, которым было приказано уклоняться, от боя, и отходить на линию укреплений.

## 10 сентября1939 года. 10-й день войны
Варшава. Третий день обороны. Отражены ещё 2 попытки немецкой 4тд ген. Рейнгардта 8А(н) прорваться в город. Приказом польского главного командования образован особый Варшавский район обороны.
Группа армий «Север»(н). Части 3А(н) перерезали ж/д Варшава-Брест и соединились с войсками 10А(н) ГР.А «Юг», завершив окружение Варшавской группировки польских войск.
Группа армий «Юг»(н). Второй день битвы на Бзуре. Польские войска армии «Познань» ген. Кутшебы разгромили 30пд 8А(н), которая в боях потеряла до 1 500 человек и более 30 орудий. В этот день немецкие войска ГР.А «Юг» вступили на территорию Западной Украины.
Странная война. Саарская наступательная операция. Французские вооруженные силы закончили развертывание по штатам военного времени и насчитывали почти 5 млн человек.
Не всё складывалось благополучно даже в этой ситуации: во-первых, немцы без потерь сдали города и тем самым ввели французов в заблуждение, скапливая силы. Во-вторых, близ Блисбрюка (Bliesbrück) сразу четыре танка Renault R35 были уничтожены минами. В-третьих, постепенно немцы стали контратаковать: 10 сентября французы отбили первую атаку близ Апаха. Тем не менее, командование не отзывало войска с фронта.
Канада объявила войну Германии.

## 11 сентября1939 года. 11-й день войны
Группа армий «Север»(н). Части 4А(н) форсировали р. Буг в р-не г. Вышкув. Соединения 21ак(н) заняли г. Бельск.
Группа армий «Юг»(н). Части 7ак 8А(н) взяли г. Сандомир. Части 22мк 14А взяли г. Ярослав. На правом фланге армии 18ак, наступавший от г. Новы-Сонч, форсировал р. Сан у г. Санок и достиг верховий р. Днестр.
Саарская наступательная операция.

## 12 сентября1939 года. 12-й день войны
Продвинувшись в глубину германской территории на десяток километров, на фронте протяженностью около 25 км, французы получили приказ принятый на первом Высшем военном совете союзников в Абвилле (Abbeville) прекратить наступление «ввиду быстрого развития событий в Польше».
Окружённая под Радомом польская армия капитулирует. В плен попадает 60 000 поляков.
Группа армий «Север»(н). Части 19мк генерала Г. Гудериана наступают вдоль восточного берега р. Буг на г. Брест.
Группа армий «Юг»(н). Части 10А(н) взяли г. Рандом. Немецкие войска вышли к среднему течению р. Висла и к р. Сан, форсировав его верховья. Части 14А(н) вышли к г. Львов. (Оборона Львова 12-22.09.1939 г).
Нападение отряда ОУН на польские войска в р-не г. Стрый.
Саарская наступательная операция. 12 сентября 32-й пехотный полк дошёл до Бреншельбаха, потеряв капитана, сержанта и семь рядовых. После захвата Варндтского леса французское наступление выдохлось: значительная часть солдат при захвате погибла от противопехотных мин, и французы даже не добрались до Западного вала.
12 сентября англо-французский Верховный Военный Совет собрался впервые в Аббвиле. Было принято решение о немедленном прекращении боевых действий, и в итоге штурм был отменён. Приказом Мориса Гамелена французам было запрещено приближаться менее чем на 1 км к немецким позициям. Сам же Гамелен не уведомил поляков о своём решении и скрыл правду, а польскому маршалу Эдварду Рыдз-Смиглы доложил о том, что французы якобы отправили половину своих дивизий в бой и вынудили немцев снять 6 дивизий. Командир французской военной миссии в Польше генерал Луис Фори пошёл дальше и заявил прямо начальнику штаба Войска Польского Вацлаву Стахевичу, что французы организуют второе наступление с 17 по 20 сентября.

## 13 сентября1939 года. 13-й день войны
Группа армий «Север»(н). Части 3А(н) вышли на восточные окраины г. Варшава и блокировали крепость Модлин. В райне г. Остров-Мазовецкий войска 3А(н) уничтожили окруженные 11.09.1939 г. польские части18пд.
Группа армий «Юг»(н). Части 10А(н) завершили разгром окружённой польской группировки Армии «Прусы» в р-не г. Радом. В германский плен попали 65 тыс. человек, захвачено 145 польских орудий. Части 14А ворвались в г. Львов и заняли главный вокзал. Однако дальнейшее их продвижение было остановлено польским гарнизоном.
Министр иностранных дел Германии Риббентроп сообщил в Москву наркому иностранных дел СССР Молотову на запрос последнего от 10.09.1939 г. о возможности заключения перемирия между Германией и Польшей, что этот вопрос никогда не ставился.
Саарская наступательная операция.

## 14 сентября1939 года. 14-й день войны
Группа армий «Север»(н). Части 3А(н) соединились с войсками 10А(н) восточнее г. Варшава, создав ближнее кольцо окружения польской столицы.
Части 19мк генерала Г. Гудериана заняли Брест. В Брестской крепости закрепился польский отряд генерала К. Плисовского.
Группа армий «Юг»(н). На второй день боев польские войска выбили из г. Львов части немецкой 4лпд. В результате бомбардировок немецкой авиации в осажденном городе прекратилась подача воды и газа.
Битва за Кобрин
Бой за Брест
У берегов Шотландии глубинными бомбами потоплена первая немецкая подводная лодка U-39 при попытке торпедировать авианосец «Арк-Роял»
Директива наркома обороны СССР К. Е. Ворошилова и начальника Генштаба РККА Б. М. Шапошникова Военному совету Белорусского особого военного округа о начале наступления против Польши
7-я армия. Управление 7-й армий было сформировано 14 сентября 1939 года в Ленинградском военном округе на базе управления Калининского военного округа. Командующим войсками был назначен командарм 2-го ранга В. Ф. Яковлев.
Саарская наступательная операция.

## 15 сентября1939 года. 15-й день войны
Варшава отклоняет немецкий ультиматум о капитуляции.
Группа армий «Север»(н). Войска 21ак(н) заняли г. Белосток.
Части 19мк Г. Гудериана 3А(н) завязали бои за Брестскую крепость. К исходу дня наступавшие немецкие войска 4А вышли на линию гг. Осовец — Белосток — Бельск — Каменец-Литовск — Брест — Влодава.
Группа армий «Юг»(н). Части 1гпд 14А(н) подошли с юга к Львову. Город оказался блокирован с севера частями 4лпд, с запада — 45пд, с юга — 1гпд. К исходу дня войска немецкой 14А вышли на линию Владимир-Волынский — Замосць — Львов — Самбор, а войска 10А, форсировав Вислу, подходили с юго-запада к Люблину.
Немцы захватывают Перемышль.
На базе Бобруйской армейской группы в Белорусском Особом военном округе развёрнута 4-я армия(командующий В. И. Чуйков)
Саарская наступательная операция.
Бои на Халхин-Голе. В первой половине сентября в небе над территорией МНР состоялись 7 воздушных боёв. Крупнейший — 120 японских самолётов против 207 советских — состоялся 15 сентября в день подписания перемирия.
Подписание соглашения между СССР, МНР и Японией о прекращении военных действий в районе реки Халхин-Гол.
Всего за время конфликта СССР потерял 207 самолётов, Япония — 162.
Началось наступление японских войск в Китае (13 сентября — 15 октября).

## 16 сентября1939 года. 16-й день войны
Группа армий «Север»(н). Части 3тд 19мк Гудериана 4А(н) соединились с частями 22мк 10А(н) ГР.А «Юг» в р-не Влодава, окружив польские войска АГ «Пискор», ОГ «Вышкув» и остатки Армий «Прусы» и «Краков».
Группа армий «Юг»(н). Части 22мк 14А(н) взяли г. Владимир-Волынский, после чего соединения корпуса были повернуты на юго-запад в направлении гг. Рава-Русская — Львов. Войсковая группа «Юг» под командованием генерал-полковника Герда фон Рундштедта начинают окружение польских армий «Poznan» и «Pomorze» под Бзурой.
Послу Польши в СССР было заявлено, что, поскольку Польское государство больше не существует, Советский союз должен взять под свою защиту жителей Западной Украины и Западной Белоруссии.
Приказ № 005 Военного совета Белорусского фронта войскам фронта о целях вступления Красной Армии на территорию Западной Белоруссии
Саарская наступательная операция французских войск на Западном фронте выдохлась и завершилась без каких либо явных успехов. 
Бои на Халхин-Голе: боевые действия на границе были прекращены. Между СССР и Японией было заключено перемирие.

## 17 сентября1939 года. 17-й день войны
В 6 часов утра в соответствие с ранее согласованными планами между СССР и Германией, две советские войсковые группы РККА перешли государственную границу с Польшей.
Белорусским фронтом командовал генерал Ковалёв, наступавший на Вильно, Гродно и Белосток. Украинским фронтом командовал маршал Тимошенко, который наступал на Лемберг (Львов).
Если раньше польская армия, по численности даже несколько превосходившая армию Германии, сохраняла надежду если не на победу, то, по крайней мере, на заключение мира на тяжёлых условиях, то теперь для Польши не осталось никакой возможности сохранить свою государственность. Вечером того же дня польское правительство и армейское командование переехало в Румынию.
Нота правительства СССР польскому послу в Москве.
Приказ Верховного главнокомандующего Польской армии Э. Рыдз-Смиглы в связи с наступлением советских войск.
Гитлер приказал своим войскам в Польше «остановиться на линии Сколе — Львов — Владимир-Волынский — Брест — Белосток».
В польской Ставке получено донесение капитана Е. Фризендорфа из разведки КОП — «В 6:20 опознано, что это большевистские регулярные части. За ними слышен шум моторов. В районе Подволочиск, Точиск и Секержинец части КОП отступают под напором» —
в войну вступил СССР.
Японо-китайская война. В сентябре 1939 китайским войскам удалось остановить японское наступление в 18 км севернее города Чанша.
Первая Чаншайская операция (17 сентября 1939 — 6 октября 1939) — военная наступательная операция японских войск на территории Китая в ходе Японо-китайской войны (1937—1945), преследовавшая цель захвата города Чанша. Цель операции достигнута не была.
Чанша стал первым крупным городом, который выстоял перед ударами японской армии. Руководитель обороны города генерал Сюэ Юэ, выпускник академии Вампу, удостоился высокой чести за свою победу под Чаншаем. Оборона города позволила предотвратить объединение японских сил на юге Китая.

## 18 сентября1939 года. 18-й день войны
Бой за Вильно
Ночью в посольство СССР прибыли представители от командующего армией «Варшава» генерала Руммеля, сообщившие, что согласно приказу Главкома Э. Рыдз-Смиглы польские войска не воюют с Красной армией.
Командующий польским гарнизоном полковник Я. Окулич-Козарин отдал приказ: «Мы не находимся с большевиками в состоянии войны, части по дополнительному приказу оставят Вильно и перейдут литовскую границу; небоевые части могут начать оставление города, боевые — остаются на позициях, но не могут стрелять без приказа».
В это время в Вильно находилось около 16 батальонов польской пехоты (примерно 7 тыс. солдат и 14 тыс. ополченцев с 14 легкими орудиями).
Белорусский фронт. Командующий 3А комкор В. Кузнецов поставил Подвижной группе комбрига П. Ахлюстина задачу взять Вильно утром 19.09.1939 г.
Странная война. На заседании английского правительства, созванному в связи со вторжением советских войск в Польшу, было решено, что, согласно англо-польскому соглашению, Великобритания связана обязательством защищать Польшу только в случае агрессии со стороны Германии. Поэтому было решено «не посылать России никакого протеста». Одновременно Великобритания, заинтересованная в получении советского леса, предложила СССР обменять его на задержанные в связи с войной советские заказы.
Премьер-министр Э. Даладье на встрече с послом СССР в связи с началом советско-польской войны поинтересовался, берет ли СССР украинское и белорусское население Польши под свой вооруженный протекторат временно, или Москва намерена присоединить эти территории к СССР.
Под Брестом встретились советские и немецкие солдаты.

## 19 сентября1939 года. 19-й день войны
Немецкие войска неожиданно предприняли атаку на западную и южную окраину Львова. При этом танки и бронемашины советского разведбатальона оказались между двух огней, немцев и поляков. Командир 24-й танковой бригады полковник П. С. Фотченков выслал с куском нижней рубахи на палке бронемашину к немцам. Советские танки выбрасывали красные и белые флажки, но огонь по ним с обеих сторон не прекращался, было подбито 2 советских броневика и 1 танк, убито 3 и ранены 4 человек. Тогда советские танки открыли по немцам ответный огонь. При этом у немцев было подбито 3 противотанковые орудия, убито 2 майора и 1 лейтенант, ранено 9 немецких солдат. Вскоре огонь был прекращён, с бронемашиной прибыл командир 137-го полка горной немецкой дивизии полковник фон Шляммер, с которым командир бригады в немецком штабе договорились по всем спорным вопросам. Русские и немцы подобрали своих раненых и убитых.
Окружённые под Бзурой польские войска капитулируют. Пленных 170 000

## 20 сентября1939 года. 20-й день войны
Бой за Гродно
Начались переговоры наркома обороны марш. К. Ворошилова и нач. Генштаба генерала Б. Шапошникова с представителями германского военного командования в лице военного атташе ген-л. Э. Кестринга, полк. Г. Ашенбреннера и подп. Г. Кребса о порядке отвода германских войск и продвижения советских войск на демаркационную линию в Польше. Достигнута предварительная договоренность, что движение Красной армии на запад начнётся с утра 23 сентября, войска должны будут двигаться с 25-км интервалом, и к вечеру 3 октября германские войска в Польше отойдут за окончательную демаркационную линию.
ГЕРМАНИЯ. Берлин. Риббентроп вручил послу Литвы проект секретного германо-литовского договора о защите Литвы германскими войсками. В документе говорилось, что Литва при сохранении своей государственной независимости становится «под охрану» Германии. С этой целью обе страны заключают военную конвенцию и экономическое соглашение. Было также определено, что численность, дислокация и вооружение литовской армии будут устанавливаться по согласованию с верховным командованием вермахта. С этой целью в Каунас будет направлена постоянная немецкая военная комиссия.
Странная война. МИД Франции повторил свой запрос о намерениях СССР в отношении Польши.

## 21 сентября1939 года. 21-й день войны
Подписан протокол о порядке отвода германских войск и продвижения советских войск на демаркационную линию в Польше.
Шеф тайной полиции и службы безопасности СС Рейнхард Гейдрих излагает принципы оккупационной политики в Польше: ликвидация интеллигенции, геттоизация евреев и переселение поляков в специальную территорию с центром в Кракове.

## 22 сентября1939 года. 22-й день войны
В результате последнего раунда советско-польских переговоров в пригороде Львова Винники, командующий польским гарнизоном генерал В. Лянгнер подписал соглашение о «передаче города Львова войскам Советского Союза». Согласно 8-му пункту соглашения, офицерам польских войск гарантировалась «личная свобода и неприкосновенность их личного имущества. Отъезды в зарубежные страны им разрешаются местными властями вместе с представителями дипломатических властей данного государства».
Совместный парад вермахта и РККА в Бресте. Комбриг С. М. Кривошеин вместе с генералом Г. Гудерианом принимает совместный парад советских и германских войск в Бресте.
Под ударами Красной Армии капитулировала крепость Лемберг (Львов).

## 23 сентября1939 года. 23-й день войны
Верховное командование Германии заявляет об окончании Польского похода.
Встреча наркома обороны К. Ворошилова с военным атташе Франции генералом Паласом. Касаясь провала августовских переговоров СССР, Франции и Великобритании, К. Ворошилов сказал: «Мы не могли ждать, пока немцы разобьют польскую армию и нападут на нас, будут бить по частям, а вы будете стоять на своей границе и держать какие-нибудь 10 немецких дивизий… Нам нужен был плацдарм для соприкосновения с противником, иначе мы не могли помочь вам». Генерал Палас отметил, что во время англо-франко-советских переговоров французский генштаб уже знал о сроках нападения Германии на Польшу. «Если бы мы договорились с вами, — добавил он, — то Гитлер ничего бы не сделал».
Японо-китайская война. В сентябре 1939 года приказом № 362 за счёт объединения Центрально-Китайской экспедиционной армии и Северо-Китайского фронта была образована Экспедиционная армия в Китае со штаб-квартирой в Нанкине.
23 сентября 1939 года Северо-Китайский фронт был переподчинён свежесформированной Экспедиционной армии в Китае и продолжил существование в качестве подчинённой структуры со штаб-квартирой в Бэйпине, и отвечал за операции в Северном Китае от Хуанхэ до Великой стены, а также во Внутренней Монголии.
За операции в центральном и южном Китае стал отвечать 6-й фронт Помимо него существовало несколько отдельных армий, использовавшихся для гарнизонной службы, в качестве стратегического резерва или для отдельных операций, которые подчинялись непосредственно штаб-квартире в Нанкине.

## 24 сентября1939 года. 24-й день войны
Германское командование решило не выпускать беженцев из г. Варшава, чтобы не дать «польскому гарнизону возможности вести бои в самом городе, используя все средства». Началась систематическая артиллерийская и авиационная немецкая подготовка штурма кр. Модлин.
СССР. Москва. Начались переговоры наркома иностранных дел В.Молотова с прибывшим в Москву для подписания договора о торговле министром иностранных дел Эстонии К.Сельтером. От обсуждения экономических проблем Молотов перешел к проблемам взаимной безопасности и предложил «заключить военный союз или договор о взаимной помощи, который вместе с тем обеспечивал бы Советскому Союзу права иметь на территории Эстонии опорные пункты или базы для флота и авиации».

## 25 сентября1939 года. 25-й день войны
Поверенный в делах СССР в Польше Чебышев сообщил в Москву, что польское командование в Варшаве ждет скорого прихода Красной армии, рассчитывая сдаться ей, а не немецкому вермахту.
Массированная воздушная бомбардировка города. 1150 немецких самолетов весь день, волна за волной, бомбили город с использованием зажигательных бомб. Одновременно немецкая артиллерия вела огонь по внешним фортам Варшавского УРа. Вечером части 13ак(н) начали штурм города.
ГЕРМАНИЯ. Растенбург. Гитлер подписал Директиву ОКВ № 4 о дальнейшем ведении войны. Директивой предусматривался в Польше захват гг. Варшава и Модлин до 3.10.1939 г, подготовка к захвату немецкими войсками Литвы («даже в случае её вооруженного сопротивления»).
СССР. Москва. Директива НКО № 030 о сосредоточении войска 7А на границе с Латвией и передислокации управления армии в г. Идрица.
В Германии вводится карточная система распределения продуктов питания
Начался визит министра иностранных дел Турции Ш. Сараджоглу в Советский Союз (25 сентября — 18 октября).

## 26 сентября1939 года. 26-й день войны
Варшава. Немецкие войска начали штурм польской столицы.
Группа армий «Юг»(н). Части 14А(н) завершили разгром окруженных польских Армий «Краков» и «Карпаты» в р-не г. Томашув-Любески.
Польское командование армии «Варшава» через парламентеров попросило командование вермахта о предоставлении 24-часового перемирия для вывода из города гражданского населения. Эта просьба была отклонена, и у поляков потребовали прислать офицера для переговоров о сдаче гарнизона. Немецкая артиллерия возобновила артобстрел столицы.
СССР. Москва. Директива НКО № 043/оп штабу Ленинградского военного округа, согласно которой требовалось «немедленно приступить к сосредоточению сил на эстонско-латвийской границе и закончить таковое 29 сентября 1939 г.»
Странная война. Запрещение французским правительством Французской коммунистической партии.

## 27 сентября1939 года. 27-й день войны
По приказу командующего обороной Варшавы генерала Юлиуша Роммеля(за день до капитуляции города)была создана подпольная организация Служба победе Польши.
Главной целью СПП была борьба за освобождение Польши от оккупации и восстановление государства в границах до 1939 года, тактической целью являлось возрождение и реорганизация польской армии и создание временных центров власти. Начальником был назначен генерал Михал Токажевский-Карашевич.
20:30 СССР. Москва. Начало советско-эстонских переговоров.
22:00 СССР. Москва. Начались советско-германские переговоры (И.Сталин, В.Молотов, посол СССР в Германии А.Шкварцев — И.Риббентроп, посол Германии в СССР В.фон Шуленбург). Министр иностранных дел Германии И.Риббентроп.
Странная война. Разработка наступления на Францию На собрании главнокомандующих и военачальников штабов Гитлер подчеркнул: «Цель войны — поставить Англию на колени, разгромить Францию».
Против плана выступили главнокомандующий сухопутными войсками Браухич и начальник генерального штаба Гальдер. Они даже подготовили план отстранения Гитлера от власти, но, не найдя поддержки командующего резервной армией генерала Фромма, отказались от попытки.

## 28 сентября1939 года. 28-й день войны
Капитуляции города Варшавы
- Командующий обороной Варшавы генерал Юлиуш Роммель.

СССР. Москва. Поздно вечером В.Молотов и К.Сельтер подписали Договор о взаимопомощи между СССР и Эстонией сроком на 10 лет. Советский Союз получает опорные пункты в Эстонии.
СССР. Москва. Завершен второй раунд советско-германских переговоров. Был подготовлен договор «О дружбе и границе» между СССР и Германией, подписание которого должно состояться в ночь на 29.09.1939 г.
Капитулировала крепость Модлин, польская кампания закончилась, хотя отдельные гарнизоны продолжали сопротивление в районе Люблина до 6 октября.
Иохим Риббентроп отправляется в Москву для согласования советско-польской границы. Согласно новому секретному протоколу вся Литва отходила к области интересов СССР, а граница с Вислы смещалась восточнее на Буг. В польской кампании Советский Союз потерял убитыми 737 и ранеными 1859 солдат.
В советском плену оказалось 217 000 польских военнослужащих. Государство Польша исчезло с географических карт. В изданном в 1940 году школьном географическом атласе на месте бывшей Польши появилась надпись «Область государственных интересов Германии».
Немцы же называли это административное образование Немецким Генерал-губернаторством (Deutsche Generalgouvernement).

## 29 сентября1939 года. 29-й день войны
Бой под Шацком
Польша, Модлин. Командующий польским гарнизоном генерал Томме ввиду нехватки в крепости боеприпасов, продуктов и медикаментов начал переговоры с немцами о капитуляции.
Хель. Немецкие войска силами двух пехотных полков при артиллерийской поддержке линейных крейсеров «Шлезвиг-Гольштейн» и «Шлезиен» начали штурм города.
Москва. Молотов и Риббентроп подписали договор «О дружбе и границе» между СССР и Германией, протокол о переселении немцев, проживавших в сфере советских интересов, в Германию, а украинцев и белорусов, проживающих в сфере германских интересов — в СССР, и 2 секретных дополнительных протокола. В одном из них стороны брали на себя обязательства не допускать «никакой польской агитации» и сотрудничать в деле её пресечения. В соответствии с другим протоколом, Литва отходила в сферу интересов СССР в обмен на Люблинское и часть Варшавского воеводства, передававшихся Германии. После же принятия советским правительством мер по обеспечению своих интересов в Литве часть литовских территорий на юго-западе страны должна была отойти к Германии.

## 30 сентября1939 года. 30-й день войны
Группа армий «Север» (н). Перед немецкими войсками капитулировал 30-тысячный гарнизон польской крепости Модлин.
Президент Польши И. Мосциский отказался от своего поста в пользу спикера Сената В. Рачкевича, находящегося во Франции.
Странная война. 
Франция, Париж. Генерал В. Сикорский (Wladislaw Sikopski) сформировал правительство Польши в изгнании и одновременно сформировал армию из 90 000 поляков, сумевших бежать на Запад.

## Список литературы
- Германо-советский договор о дружбе и границе между СССР и Германией.
- Освободительный поход в Западную Белоруссию и Западную Украину
- Директива № 16633 наркома обороны СССР К. Е. Ворошилова и начальника Генштаба РККА Б. М. Шапошникова Военному совету Белорусского особого военного округа1 о начале наступления против Польши
- Директива № 16634 К. Е. Ворошилова и Б. М. Шапошникова Военному совету Киевского особого военного округа1 о начале наступления против Польши
- Приказ № 005 Военного совета Белорусского фронта войскам фронта о целях вступления Красной Армии на территорию Западной Белоруссии
- Приказ Верховного Главнокомандующего польской армией Э. Рыдз-Смиглы в связи с наступлением советских войск
- Выписка из служебного дневника заместителя наркома иностранных дел СССР В. П. Потемкина о беседе с польским послом В. Гжибовским, направленная Генеральному секретарю ЦК ВКП(б) И. В. Сталину